# غوغماغوغ
غوغماغوغ (بالإنجليزية: Gogmagog)‏ كانت مجموعة موسيقية كبيرة قام بجمعها منتج التسجيلات البريطاني جوناثان كينغ، وبرز فيها عضوا أيرون ميدن السابقان بول دي أنو وكلايف بور، وعازف الإيتار السابق لفرقتي وايت سبيريت وجيلان جانيك جيرس، وعازف الإيتار السابق لديف ليبارد بيت ويليس، وعازف غيتار البيس نيل موراي (سابقاً مع وايتسنيك وفرق أخرى). كتبت اثنتان من الأغاني المسجلة من قبل كينغ؛ الثالثة كانت للمؤلف روس بالارد. في البداية، كانت الفرقة ستضم كلاً من ديفيد كوفرديل، وجون إنتوينستل وكوزي باويل، لكن هذه التشكيلة «لم تكن ناجحة»، وفقاً لما ذكره دي أنو. أصر دي أنو أيضاً على كرهه للمنتج النهائي وأنه قام «بذلك للمال فقط».
لم يصدر للفرقة سوى إصدار واحد، وهي الاسطوانة المطولة ذات الثلاث أغاني، آي ويل بي ذير في 1985. الأغنية ذات نفس الاسم كانت مكتوبة ومسجلة في البداية من قبل بالارد لألبومه من عام 1981، إنتو ذا فاير. قام الفنانون بالمراجعة لبضعة أيام قبل الجلسات وسُجلت كلها خلال ثلاث ساعات.

## أعضاء الفرقة السابقون
- بول دي أنو - الغناء الرئيسي
- بيت ويليس - الإيتار
- جانيك جيرس - الإيتار
- نيل موراي - غيتار البيس
- كلايف بور - الطبول، الإيقاع

## ديسكوغرافيا
- آي ويل بي ذير (1985)